# Puygiron
Puygiron là một xã thuộc tỉnh Drôme trong vùng Auvergne-Rhône-Alpes ở đông nam nước Pháp. Xã Puygiron nằm ở khu vực có độ cao từ 114-292 mét trên mực nước biển.